# Strzelectwo na Letnich Igrzyskach Olimpijskich 1920 – runda podwójna do sylwetki jelenia, drużynowo
Runda podwójna do sylwetki jelenia drużynowo, była jedną z konkurencji strzeleckich na Letnich Igrzyskach Olimpijskich 1920. Zawody odbyły się w dniu 27 lipca. W zawodach uczestniczyło 20 zawodników z 4 państw.

## Wyniki
Strzelano z odległości 100 metrów. Każda ekipa składała się z pięciu zawodników. Każdy zawodnik miał 10 przebiegów jelenia. Sylwetka jelenia poruszała na dystansie 23 metrów w czasie 4 sekund. Maksymalna liczba punktów do zdobycia indywidualnie wynosiła 100, a drużyny 500.
| Miejsce              | Zawodnicy | Wynik |
| -------------------- | --------- | ----- |
| 1                    |           |       |
| Norwegia             | 343       |       |
| Ole Lilloe-Olsen     | 77        |       |
| Thorsten Johansen    | 74        |       |
| Harald Natvig        | 68        |       |
| Einar Liberg         | 62        |       |
| Hans Nordvik         | 62        |       |
| 2                    |           |       |
| Szwecja              | 336       |       |
| Fredric Landelius    | 70        |       |
| Alfred Swahn         | 69        |       |
| Oscar Swahn          | 68        |       |
| Bengt Lagercrantz    | 65        |       |
| Edward Benedicks     | 64        |       |
| 3                    |           |       |
| Finlandia            | 285       |       |
| Robert Tikkanen      | 69        |       |
| Karl Magnus Wegelius | 64        |       |
| Nestori Toivonen     | 57        |       |
| Yrjö Kolho           | 54        |       |
| Vilho Vauhkonen      | 41        |       |
| 4                    |           |       |
| Stany Zjednoczone    | 282       |       |
| Lloyd Spooner        | 66        |       |
| Willis A. Lee        | 58        |       |
| Lawrence Nuesslein   | 56        |       |
| Carl Osburn          | 52        |       |
| Thomas Brown         | 50        |       |